# Den stora tuppfäktningen
Den stora tuppfäktningen (engelska: Cock o' the Walk) är en amerikansk animerad kortfilm från 1935. Filmen ingår i Silly Symphonies-serien.

## Handling
En tupp kommer till stan med en bärbar boxningsring. Han bjuder upp en kyckling på dans, men efter att ett gäng andra djur börjar dansa beger han sig in i boxningsringen för att boxas istället.

## Om filmen
Filmen hade svensk premiär den 24 augusti 1936 och visades på biografen Spegeln i Stockholm.

## Rollista
- Florence Gill – hönor
- Clarence Nash – ankor[4]